# Regresja kwantylowa

Przykład regresji kwantylowej

Regresja kwantylowa – rodzaj analizy regresji umożliwiający szacowanie warunkowej dystrybuanty zmiennej objaśnianej. W odróżnieniu od klasycznej metody najmniejszych kwadratów, w ramach której szacuje się warunkową wartość oczekiwaną (średnią) zmiennej objaśnianej na podstawie wartości zmiennych objaśniających, zadaniem regresji kwantylowej jest oszacowanie warunkowej mediany lub/i innych kwantyli. 
Główną zaletą regresji kwantylowej jest to, że pozwala lepiej poznać rozkład warunkowy zmiennej objaśnianej. Regresja kwantylowa jest rozszerzeniem regresji liniowej, stosowanym gdy warunki regresji liniowej nie są spełnione. W porównaniu z regresją klasyczną jest bardziej odporna na wartości odstające.